# Nitra
Nitra (tiếng Slovakia: Nitra, tên tiếng Đức lịch sử: Neutra, tên tiếng Hungary lịch sử: Nyitra) là một thành phố thủ phủ của vùng Nitra, phía tây Slovakia, tọa lạc tại chân núi Zohor trong thung lũng sông Nitra. Thành phố này có diện tích km2 dân số 84.800 người (thời điểm 31 tháng 12 năm 2006). Đây là thành phố lớn thứ tại Slovakia theo dân số. Nitra cũng là một trong những thành phố cổ nhất Slovakia và là một trong những trung tâm văn hóa chính trị sớm của quốc gia này.

## Dân số
| Năm            | 1994   | 2004   | 2014   | 2024   |
| -------------- | ------ | ------ | ------ | ------ |
| Số lượng người | 87.127 | 85.742 | 78.033 | 75.945 |
| Sự khác biệt   |        | −1,58% | −8,99% | −2,67% |

| Năm            | 2023   | 2024   |
| -------------- | ------ | ------ |
| Số lượng người | 76.499 | 75.945 |
| Sự khác biệt   |        | −0,72% |